# Bierboot (schip, 1996)

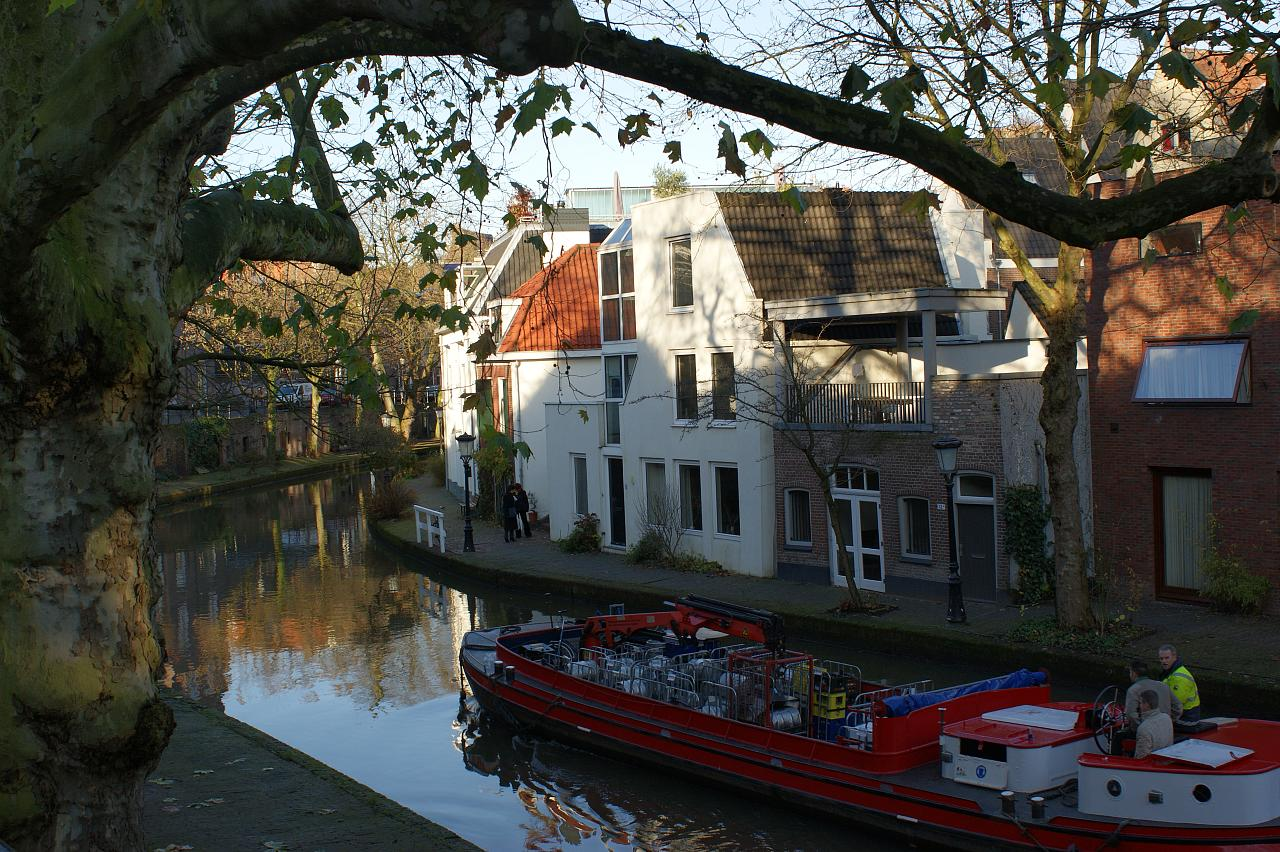
De Bierboot op de Oudegracht

De Havendienst 1, meestal de Bierboot genoemd, is een schip van de Reinigings- en Havendienst (RHD) van de gemeente Utrecht. De Bierboot is in 1996 in de vaart gekomen. Qua afmetingen is ze 16,25 m lang en 4,20 m breed. Het schip heeft een laadvermogen van rond de 15 ton en vervoert maximaal 34 rolcontainers - zes bestelautoladingen. Het gaat voornamelijk om bier, frisdrank en sterkedrank. Vanaf voorjaar 2005 wordt ook gevaren met koel- en vriesproducten van het GEPU groothandelscentrum, een zelfbedieningsgroothandel. 
De aanleiding voor de bouw was de schade, die ontstond aan de historische werfkelders van Utrecht, door het lossen van containers en kratten uit vrachtwagens. Bovendien kampten die vrachtwagens met verkeersopstoppingen, gewichts- en lengtebeperkingen en de venstertijden. 
De Bierboot vaart door de grachten van Utrecht en bevoorraadt daar voornamelijk zestig horeca-ondernemers aan de Oudegracht, doet incidentele leveringen en is ook in te huren voor bijvoorbeeld een verhuizing en ander vervoer over water. 40% hiervan wordt bovenwerfs afgeleverd met behulp van de hefkraan. Elke werkdag heeft het schip tweemaal een afvaart vanaf de hoek Wittevrouwensingel en Kleine Singel. Om ervoor te zorgen dat de juiste goederen bij het juiste bedrijf aankomen vaart altijd een vertegenwoordiger van de leverancier mee.
Door de stijgende vraag naar transport over het water is in 2008 besloten een tweede schip te bouwen, dat echter op stroom vaart, het is het eerste elektrisch aangedreven vrachtschip van Nederland. Na een aanvankelijk mislukte aanbestedingsprocedure kreeg een combinatie van scheepswerf Bocxe en het bedrijf Koeleman uiteindelijk de opdracht. Het ontwerp is van Vuyk Engineering Rotterdam B.V. De oude bierboot was ten tijde van de nieuwbouw van het nieuwe schip al voor heel het jaar 2010 volgeboekt. Daarom wordt de nieuwe elektrische bierboot geacht een eigen klantenkring op te bouwen.